# Schloss Fromenteau
Das Schloss Fromenteau (französisch Château de Fromenteau) ist der angebliche Geburtsort von Agnès Sorel, der Mätresse des französischen Königs Karl VII. Die Lage des Schlosses sowie des Ortes, in dem es stand, sind in der Forschung umstritten.
Detlev Schwennicke gibt in seinen Europäische Stammtafeln als Geburtsort Fromenteau-en-Touraine an, Meyers und Brockhaus schreiben „Formenteau (Touraine)“. Allerdings ist in der Touraine kein Ort dieses oder ähnlichen Namens identifiziert.
Ein anderes Château de Fromenteau ist heute ein Weingut in Vallet, das seit dem Jahr 1260 bekannt ist, sich im Besitz der Familie Maillard befand und mit Agnès Sorel nichts zu tun hat.